# Mario Suárez (cantante)
Mario Enrique Quintero Suárez (Maracaibo, Venezuela, 19 de enero de 1926-Ibídem, 14 de noviembre de 2018)   fue un empresario y cantante de música popular venezolano.

## Formación musical
Siendo muy joven llega a Caracas, donde habría de pasar por diversas actividades ajenas al arte de la vocalización musical, incluida la de ayudante de sastrería alternándola con presentaciones como cantante en ferias y programas de radio para aficionados. 
En 1943, Teodoro Capriles, cantante y deportista profesional, lo presenta con Ángel Sauce, compositor, director y profesor de música, quien le recibe como alumno e integrante de un orfeón que él dirigía.
En 1946 el empresario de radio Ricardo Espina lo presenta al tenor mexicano Pedro Vargas, quien se convierte en su mentor, estimulándole y apoyándole.
Continúa su formación musical y sus estudios de canto guiado por maestros como Vicente Emilio Sojo, Ángel Sauce y Alfred Von Hollander en la Academia de Música Santa Capilla. En 1947 firma su primer contrato de grabación con la empresa estadounidense "Coda Records Company" con la que graba su primer disco de 78 rpm y 10 pulgadas, con los temas "Pena Goajira" (del compositor venezolano José Reyna) y "Adiós" (de su compatriota, el músico Ángel Briceño).
Ya consolidado ante el público, incursiona con diversas agrupaciones musicales del país y así graba varios boleros de los cuales destacó “No me sigas mirando”, compuesta por el director de orquesta Luis Alfonzo Larrain, “Desesperación”, de Guillermo Castillo Bustamante, y, “Nocturnal”, de José Mojica y José Sabre Marroquín. Con Aldemaro Romero y su orquesta grabó entre otros el vals ”Morir es nacer”, de Rafael Andrade y Manuel Rodríguez Cárdenas.
Continuó evolucionando en el canto sin dejar de estudiar y aprender cada día, uniendo estos esfuerzos con el trabajo y la interpretación. Tuvo así, la oportunidad de ser acompañado por diversas orquestas y agrupaciones como las de Arnoldo Nali, Luis Alfonzo Larrain y de Aldemaro Romero, entre otros.

## Período con “Los Torrealberos”
A mediados de la década de los años 50, Mario Suárez es contratado por el músico Juan Vicente Torrealba quien le convence de hacer un cambio de género musical hacia los pasajes y tonadas llaneras y así grabar una serie de discos, con el sello “Banco Largo”, propiedad de este músico. En estas grabaciones es acompañado en el arpa por Torrealba y su conjunto "Los Torrealberos”, lo que proporcionó un gran impulso a la difusión de la música tradicional del llano venezolano, lo que hace que comiencen a escucharse en las radioemisoras del país, de manera constante, no sólo los temas interpretados por Mario Suárez y “Los Torrealberos”, sino también las voces de Angel Custodio Loyola, Adilia Castillo y Eneas Perdomo, entre otros artistas que cultivaron este género.
Al margen de su éxito con “Los Torrealberos” Mario Suárez asumió la tarea de impulsar a otros valores del canto, potenciales para el momento, convirtiéndose, de este modo, en guía de la joven Lila Morillo con quien grabaría unos cuantos discos LP antes de que esta intérprete asumiera su exitosa carrera como solista, además de Héctor Cabrera, Mayra Martí y Mirna Ríos. Asimismo, propulsó la difusión de temas de autores y cantantes de su tierra natal, como los del cantautor Armando Molero, coterráneo suyo.

## Período con Amado Lovera y Hugo Blanco
En la primera mitad de la década de los años 60, comienza una nueva etapa en la interpretación de la música tradicional venezolana uniéndose al conjunto del arpista Amado Lovera, con quien tuvo tanto éxito como el obtenido con Juan Vicente Torrealba. Temas de este período son “Nunca sabré” (versión de “Luna de Miel”, autoría del músico griego Mikis Theodorakis, también interpretada por la española Paloma San Basilio), “Arpa”, “Ayúdame Dios mío”, “Campesina”, “Moliendo café”, con Hugo Blanco y “La potranca zaina”.

## Otras actividades
Mario Suárez desarrolló también una importante actividad gremial como Presidente de la Asociación Venezolana de Artistas de la Escena (AVADE), y también como integrante de la Sociedad de Autores y Compositores de Venezuela (SACVEN).

## Temas difundidos
- Mujer llanera
- Rosa Angelina
- Madrugada llanera
- Sabaneando
- El beso que te di
- Aquella noche
- Campesina
- Arpa
- Testigo de un romance
- Barquisimeto
- La potranca zaina
- La paraulata
- Atardecer larense
- Amores de mi tierra
- Luz de luna
- Desilusión
- Por el camino
- Nunca sabré
- Canta claro
- Moliendo café
- Morir es nacer
- Ayúdame Dios mío
- Adiós
- Tu boca
- Nocturnal
- Desesperación
- No me sigas mirando